# Glenea minerva
Glenea minerva là một loài bọ cánh cứng trong họ Cerambycidae.